# Linia de succesiune la tronul din Brunei

Stema monarhiei Bruneiului

În ordinea succesiunii la tronul Bruneiului se află urmașii legitimi de sex masculin ai sultanului Hashim Jalilul Alam Aqamaddin. Fiii soțiilor regale au întâietate față de fiii celor de rând.
- Sultanul Omar Ali Saifuddien III (1914–1986)
  -  Sultanul Hassanal Bolkiah (n. 1946)
    - (1) Prințul Moștenitor Al-Muhtadee Billah (n. 1974) - fiul cel mare al lui Hassanal Bolkiah cu prima lui soție 
      -  (2) Prințul Abdul Muntaqim (n. 2007) - nepot al lui Hassanal Bolkiah, fiul lui Al-Muhtadee Billah

    - (3) Prințul 'Abdu'l Malik (n. 1983) - al doilea fiu al lui Hassanal Bolkiah cu prima lui soție
    - (4) Prințul Haji 'Abdu'l 'Azim]] (n. 1982) - fiul cel mare al lui Hassanal Bolkiah cu cea de-a doua soție
    - (5) Prințul 'Abdu'l Mateen (n. 1991) - al doilea fiu al lui Hassanal Bolkiah cu cea de-a doua soție
    -  (6) Prințul Anak 'Abdu'l Waqeel (n. 2006) - fiul cel mare al lui Hassanal Bolkiah cu cea de-a treia soție

  - (7) Prințul Haji Muhammad Bolkiah (n. 1947)
    - (8) Prințul 'Abdu'l Qawi (n. 1974)
    - (9) Prințul 'Abdu'l Fattah (n. 1982)
    - (10) Prințul 'Abdu'l Mu'min (n. 1983)
    - (11) Prințul Omar 'Ali (n. 1986)
    -  (12) Prințul 'Abdu'l Muqtadir

  - (13) Prințul Haji Sufri Bolkiah (n. 1951)
    - (14) Prințul Muhammad Safiz (n. 1974)
    - (15) Prințul 'Abdu'l Khaliq
    -  (16) Prințul 'Abdu'l Aleem

  -  (17) Prințul Haji Jefri Bolkiah (n. 1954)
    - (18) Prințul Haji 'Abdu'l Hakim (n. 1973)
    - (19) Prințul Muda Bahar (n. 1981)
    -  (20) Prințul Kiko (n. 1995)